# Buldog amerykański
Buldog amerykański (oryginalna nazwa american bulldog) – rasa psa wywodząca się od buldoga angielskiego, hodowana w USA w pierwotnym typie.

## Wygląd
Krępy i silny na pierwszy rzut oka. Wyróżnia się dwa typy budowy; tzw. Johnson type (bardziej masywny, podobny do bulmastifa) i Scott type (szczuplejszy, podobny do PBT lub AST). Istnieje też pośredni typ, będący hybrydą wymienionych.

### Szata i umaszczenie
Włos jest krótki. Umaszczenie spotykane jest białe lub białe z łatami (łaty także pręgowane), pręgowane, płowe, brązowe i mahoniowe.

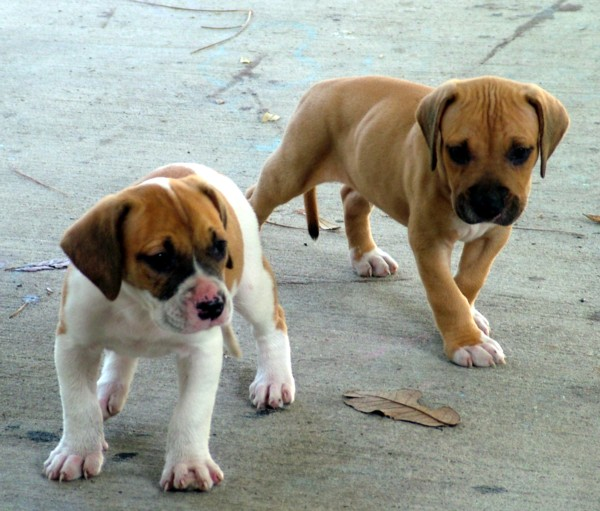
Szczenięta buldoga amerykańskiego

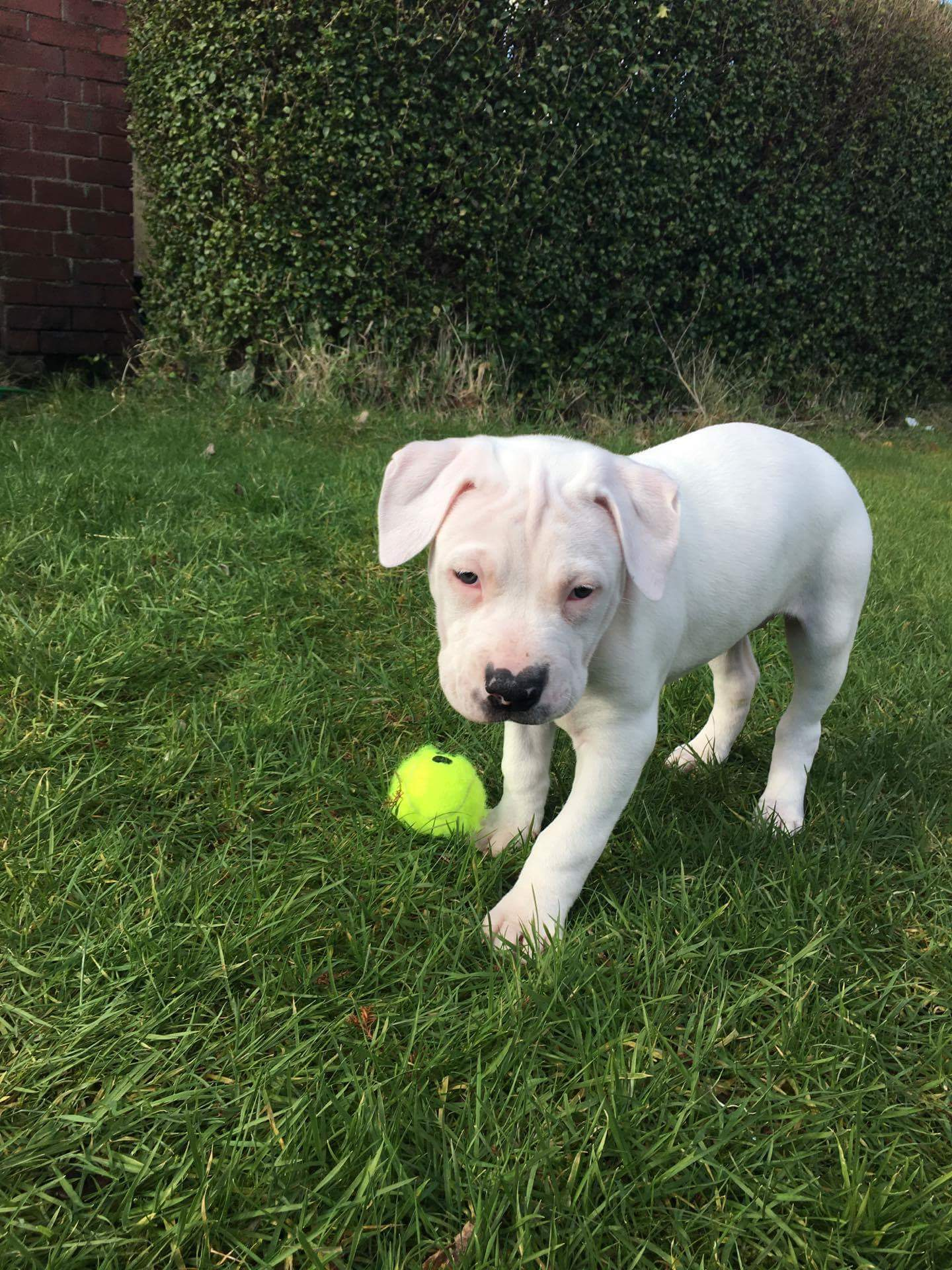

## Zachowanie i charakter
Jest to bardzo zróżnicowana rasa psów, przeznaczona nie na wystawy, ale na wszechstronnych towarzyszy ludzi na farmach. Pies uznany za rasę agresywną. Pochodzi od buldoga angielskiego, którego wykorzystywano do szczucia zwierząt na arenach (np. psów, byków i niedźwiedzi) ku uciesze tłumów.

## Użytkowość
Wykorzystywany jako pies stróżujący i pies obronny.

## Prawo
W Polsce buldog amerykański został ujęty w wykazie ras psów uznawanych za agresywne.